# 胡汝翼
胡汝翼（1487年—？），字伯鄰，號東巖，四川成都府綿州人，民籍，明朝政治人物。

## 生平
嘉靖元年（1522年）壬午科四川鄉試第五十二名舉人，十一年（1532年）中式壬辰科會試第一百二十九名，三甲第一百五十六名進士。工部觀政，授豐城縣知縣，升戶部主事，升郎中，出為臨安府知府，創修玉龍觀，三十二年（1553年）調襄陽府知府。

## 家族
曾祖胡清，贈承德郎；祖父胡蘭，審理正；父胡秉中，教授。母古氏；繼母栗氏。具慶下。兄胡汝賢，弟胡汝弼、胡汝為、胡汝霖、胡汝楫、胡汝梅。